# Olympische Sommerspiele 2024/Radsport – BMX-Rennen (Frauen)
Das BMX-Rennen der Frauen bei den Olympischen Spielen 2024 in Paris fand am 1. und 2. August statt. Schauplatz war das überdachte BMX-Stadion von Saint-Quentin-en-Yvelines gleich neben dem Vélodrome National, zu dessen Seiten für diesen Zweck temporäre Tribünen aufgebaut worden waren.

## Ablauf
Der erste Wettkampftag war für Viertelfinale und Hoffnungslauf vorgesehen. Am zweiten Wettkampftag fanden Halbfinale und Finale statt. Gegenüber den vorigen Ausgaben ergaben sich einige Neuerungen:
- Im Viertelfinale trat jede Fahrerin dreimal an, wobei sich die Zusammensetzung der Läufe jedes Mal änderte. Die Setzliste dafür wurde nach jeder Runde auf Basis der vorherigen Ergebnisse neu berechnet. Das Klassement entstand durch Addition der erzielten Platzierungen, wobei ein Nicht-Start (DNS) mit zehn Punkten bewertet wurde. Fahrerinnen mit gleicher Punktzahl wurden nach der Zeit des letzten Laufs geordnet.
- Die besten 12 des Viertelfinals qualifizierten sich direkt fürs Halbfinale. Die Fahrerinnen auf den Rängen 13 bis 20 fuhren in einem Hoffnungslauf die vier verbleibenden Halbfinalplätze aus.
- Das Halbfinale wurde analog zum Viertelfinale in jeweils drei Läufen ausgetragen. Die besten acht Fahrerinnen qualifizierten sich fürs Finale.
- Das Finale wurde in einem einzigen Lauf ausgetragen.

## Ereignisse im Vorfeld
Die Qualifikation für diesen Wettbewerb richtete sich großenteils nach der Weltrangliste, den Ergebnissen der BMX-Rennsport-Weltmeisterschaften 2023 und 2024 sowie den kontinentalen Meisterschaften. Eine Wildcard wurde an Shanayah Howell aus Aruba vergeben.

## Rennverlauf
Im Viertelfinale gewannen drei Favoritinnen jeweils ihre drei Durchgänge: die olympische Titelverteidigerin Beth Shriever, die amtierende Weltmeisterin Alise Willoughby und die Weltcup-Siegerin 2023 und 2024, Saya Sakakibara. Eine Überraschung war das direkte Ausscheiden von Felicia Stancil, der Weltmeisterin von 2022. Die zweimalige Olympiasiegerin Mariana Pajón benötigte den Hoffnungslauf, um ins Halbfinale zu kommen.
Im Halbfinale konnte Willoughby ihre Ergebnisse nicht mehr bestätigen, während Shriever und Sakakibara wiederum alle drei Durchgänge überlegen gewannen. Pajón geriet in ihrem letzten Halbfinallauf in eine Kollision mit Lauren Reynolds und schied dadurch aus. Merel Smulders, die in Tokio die Bronzemedaille gewonnen hatte, wurde in ihrem ersten Halbfinallauf wegen Verlassen der Bahn relegiert, was sie letztlich die Finalteilnahme kostete.
Das erwartete Finalduell zwischen Shriever und Sakakibara kam nicht zustande, da Shriever nach verpatztem Start nicht mehr eingreifen konnte. Sakakibara fuhr ungefährdet zum Sieg, wo sie von ihrem Lebensgefährten Romain Mahieu erwartet wurde, der kurz zuvor bei den Männern die Bronzemedaille geholt hatte. Die übrigen Medaillen gingen an Manon Veenstra und Zoé Claessens.

## Ergebnisse

### Viertelfinale
Start: 1. August 2024, 20:20 Uhr

#### Erster Durchgang
| Rang | Name              | Nation      | Zeit     |
| ---- | ----------------- | ----------- | -------- |
| 1    | Saya Sakakibara   | Australien  | 34,549 s |
| 2    | Laura Smulders    | Niederlande | 35,076 s |
| 3    | Manon Veenstra    | Niederlande | 35,872 s |
| 4    | Lauren Reynolds   | Australien  | 35,952 s |
| 5    | Merel Smulders    | Niederlande | 36,137 s |
| 6    | Paola Reis        | Brasilien   | 37,101 s |
| 7    | Veronika Stūriška | Lettland    | 37,206 s |
| 8    | Sae Hatakeyama    | Japan       | DNF      |

| Rang | Name             | Nation             | Zeit     |
| ---- | ---------------- | ------------------ | -------- |
| 1    | Alise Willoughby | Vereinigte Staaten | 35,459 s |
| 2    | Daleny Vaughn    | Vereinigte Staaten | 36,099 s |
| 3    | Leila Walker     | Neuseeland         | 36,974 s |
| 4    | Malene Kejlstrup | Dänemark           | 37,270 s |
| 5    | Felicia Stancil  | Vereinigte Staaten | 37,732 s |
| 6    | Mariana Pajón    | Kolumbien          | 37,832 s |
| 7    | Alina Beck       | Deutschland        | 38,371 s |
| 8    | Miyanda Maseti   | Südafrika          | 43,011 s |

| Rang | Name             | Nation         | Zeit     |
| ---- | ---------------- | -------------- | -------- |
| 1    | Beth Shriever    | Großbritannien | 34,688 s |
| 2    | Molly Simpson    | Kanada         | 35,752 s |
| 3    | Zoé Claessens    | Schweiz        | 36,018 s |
| 4    | Axelle Étienne   | Frankreich     | 36,354 s |
| 5    | Nadine Aeberhard | Schweiz        | 36,588 s |
| 6    | Aiko Gommers     | Belgien        | 37,315 s |
| 7    | Gabriela Bolle   | Kolumbien      | 38,211 s |
| 8    | Shanayah Howell  | Aruba          | 39,325 s |

#### Zweiter Durchgang
| Rang | Name             | Nation             | Zeit     |
| ---- | ---------------- | ------------------ | -------- |
| 1    | Saya Sakakibara  | Australien         | 34,376 s |
| 2    | Manon Veenstra   | Niederlande        | 35,042 s |
| 3    | Lauren Reynolds  | Australien         | 35,564 s |
| 4    | Nadine Aeberhard | Schweiz            | 35,654 s |
| 5    | Mariana Pajón    | Kolumbien          | 35,847 s |
| 6    | Leila Walker     | Neuseeland         | 36,288 s |
| 7    | Sae Hatakeyama   | Japan              | 37,953 s |
| 8    | Felicia Stancil  | Vereinigte Staaten | 46,155 s |

| Rang | Name           | Nation         | Zeit         |
| ---- | -------------- | -------------- | ------------ |
| 1    | Beth Shriever  | Großbritannien | 34,421 s     |
| 2    | Zoé Claessens  | Schweiz        | 35,423 s     |
| 3    | Molly Simpson  | Kanada         | 35,508 s     |
| 4    | Paola Reis     | Brasilien      | 36,259 s     |
| 5    | Gabriela Bolle | Kolumbien      | 37,266 s     |
| 6    | Aiko Gommers   | Belgien        | 37,329 s     |
| 7    | Miyanda Maseti | Südafrika      | 42,401 s     |
| 8    | Axelle Étienne | Frankreich     | 1:00,895 min |

| Rang | Name              | Nation             | Zeit     |
| ---- | ----------------- | ------------------ | -------- |
| 1    | Alise Willoughby  | Vereinigte Staaten | 35,033 s |
| 2    | Laura Smulders    | Niederlande        | 35,728 s |
| 3    | Merel Smulders    | Niederlande        | 35,760 s |
| 4    | Daleny Vaughn     | Vereinigte Staaten | 36,482 s |
| 5    | Malene Kejlstrup  | Dänemark           | 36,762 s |
| 6    | Veronika Stūriška | Lettland           | 37,007 s |
| 7    | Shanayah Howell   | Aruba              | 38,889 s |
| 8    | Alina Beck        | Deutschland        | 39,874 s |

#### Dritter Durchgang
| Rang | Name            | Nation     | Zeit     |
| ---- | --------------- | ---------- | -------- |
| 1    | Saya Sakakibara | Australien | 34,515 s |
| 2    | Molly Simpson   | Kanada     | 35,311 s |
| 3    | Lauren Reynolds | Australien | 35,589 s |
| 4    | Axelle Étienne  | Frankreich | 36,050 s |
| 5    | Sae Hatakeyama  | Japan      | 36,720 s |
| 6    | Paola Reis      | Brasilien  | 36,998 s |
| 7    | Aiko Gommers    | Belgien    | 37,362 s |
| 8    | Leila Walker    | Neuseeland | 38,347 s |

| Rang | Name             | Nation             | Zeit     |
| ---- | ---------------- | ------------------ | -------- |
| 1    | Beth Shriever    | Großbritannien     | 34,590 s |
| 2    | Daleny Vaughn    | Vereinigte Staaten | 36,360 s |
| 3    | Zoé Claessens    | Schweiz            | 36,393 s |
| 4    | Gabriela Bolle   | Kolumbien          | 36,593 s |
| 5    | Mariana Pajón    | Kolumbien          | 36,823 s |
| 6    | Nadine Aeberhard | Schweiz            | 37,099 s |
| 7    | Felicia Stancil  | Vereinigte Staaten | 37,763 s |
| 8    | Shanayah Howell  | Aruba              | 39,492 s |

| Rang | Name              | Nation             | Zeit     |
| ---- | ----------------- | ------------------ | -------- |
| 1    | Alise Willoughby  | Vereinigte Staaten | 35,483 s |
| 2    | Manon Veenstra    | Niederlande        | 35,520 s |
| 3    | Merel Smulders    | Niederlande        | 35,649 s |
| 4    | Laura Smulders    | Niederlande        | 35,792 s |
| 5    | Alina Beck        | Deutschland        | 37,017 s |
| 6    | Veronika Stūriška | Lettland           | 37,120 s |
| 7    | Malene Kejlstrup  | Dänemark           | 37,629 s |
| 8    | Miyanda Maseti    | Südafrika          | 43,210 s |

#### Rangliste
| Rang | Name             | Nation             | Punkte | Anm. |
| ---- | ---------------- | ------------------ | ------ | ---- |
| 1    | Saya Sakakibara  | Australien         | 3      | Q    |
| 2    | Beth Shriever    | Großbritannien     | 3      | Q    |
| 3    | Alise Willoughby | Vereinigte Staaten | 3      | Q    |
| 4    | Molly Simpson    | Kanada             | 7      | Q    |
| 5    | Manon Veenstra   | Niederlande        | 7      | Q    |
| 6    | Laura Smulders   | Niederlande        | 8      | Q    |
| 7    | Daleny Vaughn    | Vereinigte Staaten | 8      | Q    |
| 8    | Zoé Claessens    | Schweiz            | 8      | Q    |

| Rang | Name             | Nation      | Punkte | Anm. |
| ---- | ---------------- | ----------- | ------ | ---- |
| 9    | Lauren Reynolds  | Australien  | 10     | Q    |
| 10   | Merel Smulders   | Niederlande | 11     | Q    |
| 11   | Nadine Aeberhard | Schweiz     | 15     | Q    |
| 12   | Axelle Étienne   | Frankreich  | 16     | Q    |
| 13   | Gabriela Bolle   | Kolumbien   | 16     | q    |
| 14   | Mariana Pajón    | Kolumbien   | 16     | q    |
| 15   | Paola Reis       | Brasilien   | 16     | q    |
| 16   | Malene Kejlstrup | Dänemark    | 16     | q    |

| Rang | Name              | Nation             | Punkte | Anm. |
| ---- | ----------------- | ------------------ | ------ | ---- |
| 17   | Leila Walker      | Neuseeland         | 17     | q    |
| 18   | Veronika Stūriška | Lettland           | 19     | q    |
| 19   | Aiko Gommers      | Belgien            | 19     | q    |
| 20   | Sae Hatakeyama    | Japan              | 20     | q    |
| 21   | Alina Beck        | Deutschland        | 20     |      |
| 22   | Felicia Stancil   | Vereinigte Staaten | 20     |      |
| 23   | Shanayah Howell   | Aruba              | 23     |      |
| 24   | Miyanda Maseti    | Südafrika          | 23     |      |

### Hoffnungslauf
Start: 1. August 2024, 22:15 Uhr
| Rank | Name              | Land       | Zeit         | Anm. |
| ---- | ----------------- | ---------- | ------------ | ---- |
| 1    | Mariana Pajón     | Kolumbien  | 36,015 s     | Q    |
| 2    | Sae Hatakeyama    | Japan      | 37,068 s     | Q    |
| 3    | Gabriela Bolle    | Kolumbien  | 37,373 s     | Q    |
| 4    | Malene Kejlstrup  | Dänemark   | 37,375 s     | Q    |
| 5    | Aiko Gommers      | Belgien    | 37,819 s     |      |
| 6    | Leila Walker      | Neuseeland | 38,362 s     |      |
| 7    | Paola Reis        | Brasilien  | 2:14,343 min |      |
| 8    | Veronika Stūriška | Lettland   | 2:15,767 min |      |

### Halbfinale
Start: 2. August 2024, 20:15 Uhr

#### Erster Durchgang
| Rang | Name             | Nation             | Zeit     |
| ---- | ---------------- | ------------------ | -------- |
| 1    | Saya Sakakibara  | Australien         | 34,162 s |
| 2    | Alise Willoughby | Vereinigte Staaten | 34,892 s |
| 3    | Manon Veenstra   | Niederlande        | 35,016 s |
| 4    | Laura Smulders   | Niederlande        | 36,165 s |
| 5    | Mariana Pajón    | Kolumbien          | 36,802 s |
| 6    | Axelle Étienne   | Frankreich         | 37,202 s |
| 7    | Malene Kejlstrup | Dänemark           | 37,493 s |
| 8    | Nadine Aeberhard | Schweiz            | DNF      |

| Rang | Name            | Nation             | Zeit     |
| ---- | --------------- | ------------------ | -------- |
| 1    | Beth Shriever   | Großbritannien     | 34,297 s |
| 2    | Molly Simpson   | Kanada             | 35,599 s |
| 3    | Lauren Reynolds | Australien         | 35,814 s |
| 4    | Daleny Vaughn   | Vereinigte Staaten | 36,181 s |
| 5    | Zoé Claessens   | Schweiz            | 36,235 s |
| 6    | Gabriela Bolle  | Kolumbien          | 37,232 s |
| 7    | Sae Hatakeyama  | Japan              | 37,600 s |
| 8    | Merel Smulders  | Niederlande        | REL      |

#### Zweiter Durchgang
| Rang | Name             | Nation             | Zeit     |
| ---- | ---------------- | ------------------ | -------- |
| 1    | Saya Sakakibara  | Australien         | 34,847 s |
| 2    | Manon Veenstra   | Niederlande        | 35,178 s |
| 3    | Zoé Claessens    | Schweiz            | 35,206 s |
| 4    | Molly Simpson    | Kanada             | 35,953 s |
| 5    | Gabriela Bolle   | Kolumbien          | 36,199 s |
| 6    | Daleny Vaughn    | Vereinigte Staaten | 37,333 s |
| 7    | Merel Smulders   | Niederlande        | 37,459 s |
| 8    | Malene Kejlstrup | Dänemark           | 37,861 s |

| Rang | Name             | Nation             | Zeit     |
| ---- | ---------------- | ------------------ | -------- |
| 1    | Beth Shriever    | Großbritannien     | 34,339 s |
| 2    | Laura Smulders   | Niederlande        | 35,128 s |
| 3    | Mariana Pajón    | Kolumbien          | 35,649 s |
| 4    | Lauren Reynolds  | Australien         | 35,917 s |
| 5    | Axelle Étienne   | Frankreich         | 36,244 s |
| 6    | Nadine Aeberhard | Schweiz            | 36,334 s |
| 7    | Alise Willoughby | Vereinigte Staaten | 36,624 s |
| 8    | Sae Hatakeyama   | Japan              | 38,154 s |

#### Dritter Durchgang
| Rang | Name             | Nation             | Zeit     |
| ---- | ---------------- | ------------------ | -------- |
| 1    | Beth Shriever    | Großbritannien     | 34,326 s |
| 2    | Alise Willoughby | Vereinigte Staaten | 34,833 s |
| 3    | Zoé Claessens    | Schweiz            | 34,848 s |
| 4    | Manon Veenstra   | Niederlande        | 35,543 s |
| 5    | Molly Simpson    | Kanada             | 36,349 s |
| 6    | Daleny Vaughn    | Vereinigte Staaten | 36,910 s |
| 7    | Sae Hatakeyama   | Japan              | 37,207 s |
| 8    | Gabriela Bolle   | Kolumbien          | 37,795 s |

| Rang | Name             | Nation      | Zeit     |
| ---- | ---------------- | ----------- | -------- |
| 1    | Saya Sakakibara  | Australien  | 34,189 s |
| 2    | Merel Smulders   | Niederlande | 35,057 s |
| 3    | Laura Smulders   | Niederlande | 35,610 s |
| 4    | Axelle Étienne   | Frankreich  | 36,413 s |
| 5    | Nadine Aeberhard | Schweiz     | 36,517 s |
| 6    | Malene Kejlstrup | Dänemark    | 37,454 s |
| 7    | Mariana Pajón    | Kolumbien   | 40,796 s |
| 8    | Lauren Reynolds  | Australien  | 52,185 s |

#### Rangliste
| Rang | Name             | Nation             | Punkte | Anm. |
| ---- | ---------------- | ------------------ | ------ | ---- |
| 1    | Saya Sakakibara  | Australien         | 3      | Q    |
| 2    | Beth Shriever    | Großbritannien     | 3      | Q    |
| 3    | Manon Veenstra   | Niederlande        | 9      | Q    |
| 4    | Laura Smulders   | Niederlande        | 9      | Q    |
| 5    | Alise Willoughby | Vereinigte Staaten | 11     | Q    |
| 6    | Zoé Claessens    | Schweiz            | 11     | Q    |
| 7    | Molly Simpson    | Kanada             | 11     | Q    |
| 8    | Axelle Étienne   | Frankreich         | 15     | Q    |

| Rang | Name             | Nation             | Punkte | Anm. |
| ---- | ---------------- | ------------------ | ------ | ---- |
| 9    | Mariana Pajón    | Kolumbien          | 15     |      |
| 10   | Lauren Reynolds  | Australien         | 15     |      |
| 11   | Daleny Vaughn    | Vereinigte Staaten | 16     |      |
| 12   | Merel Smulders   | Niederlande        | 19     |      |
| 13   | Nadine Aeberhard | Schweiz            | 19     |      |
| 14   | Gabriela Bolle   | Kolumbien          | 19     |      |
| 15   | Malene Kejlstrup | Dänemark           | 21     |      |
| 16   | Sae Hatakeyama   | Japan              | 22     |      |

### Finale
Start: 2. August 2024, 21:50 Uhr
| Rank | Name             | Nation             | Zeit     |
| ---- | ---------------- | ------------------ | -------- |
| 1    | Saya Sakakibara  | Australien         | 34,231 s |
| 2    | Manon Veenstra   | Niederlande        | 34,954 s |
| 3    | Zoé Claessens    | Schweiz            | 35,060 s |
| 4    | Laura Smulders   | Niederlande        | 35,745 s |
| 5    | Molly Simpson    | Kanada             | 35,833 s |
| 6    | Alise Willoughby | Vereinigte Staaten | 36,171 s |
| 7    | Axelle Étienne   | Frankreich         | 36,273 s |
| 8    | Beth Shriever    | Großbritannien     | 36,496 s |

Im Endklassement belegten die ausgeschiedenen Halbfinalistinnen die Plätze 9 bis 16, die im Hoffnungslauf ausgeschiedenen Fahrerinnen die Plätze 17 bis 20.